# فرانک بایر
فرانک بایر (آلمانی: Frank Beyer؛ ۲۶ مهٔ ۱۹۳۲ – ۱ اکتبر ۲۰۰۶) کارگردان فیلم و فیلم‌نامه‌نویس اهل آلمان بود. وی دانش‌آموختۀ دانشگاه هومبولت برلین و دانشکده سینما و تلویزیون آکادمی هنرهای نمایشی پراگ بود.
فیلم او «یعقوب کذاب» (۱۹۷۵) تنها فیلمی از آلمان شرقی بود که نامزد دریافت جایزه اسکار بهترین فیلم بین‌المللی در چهل و نهمین دوره جوایز اسکار در سال ۱۹۷۷ میلادی شد.